# Xôi gấc

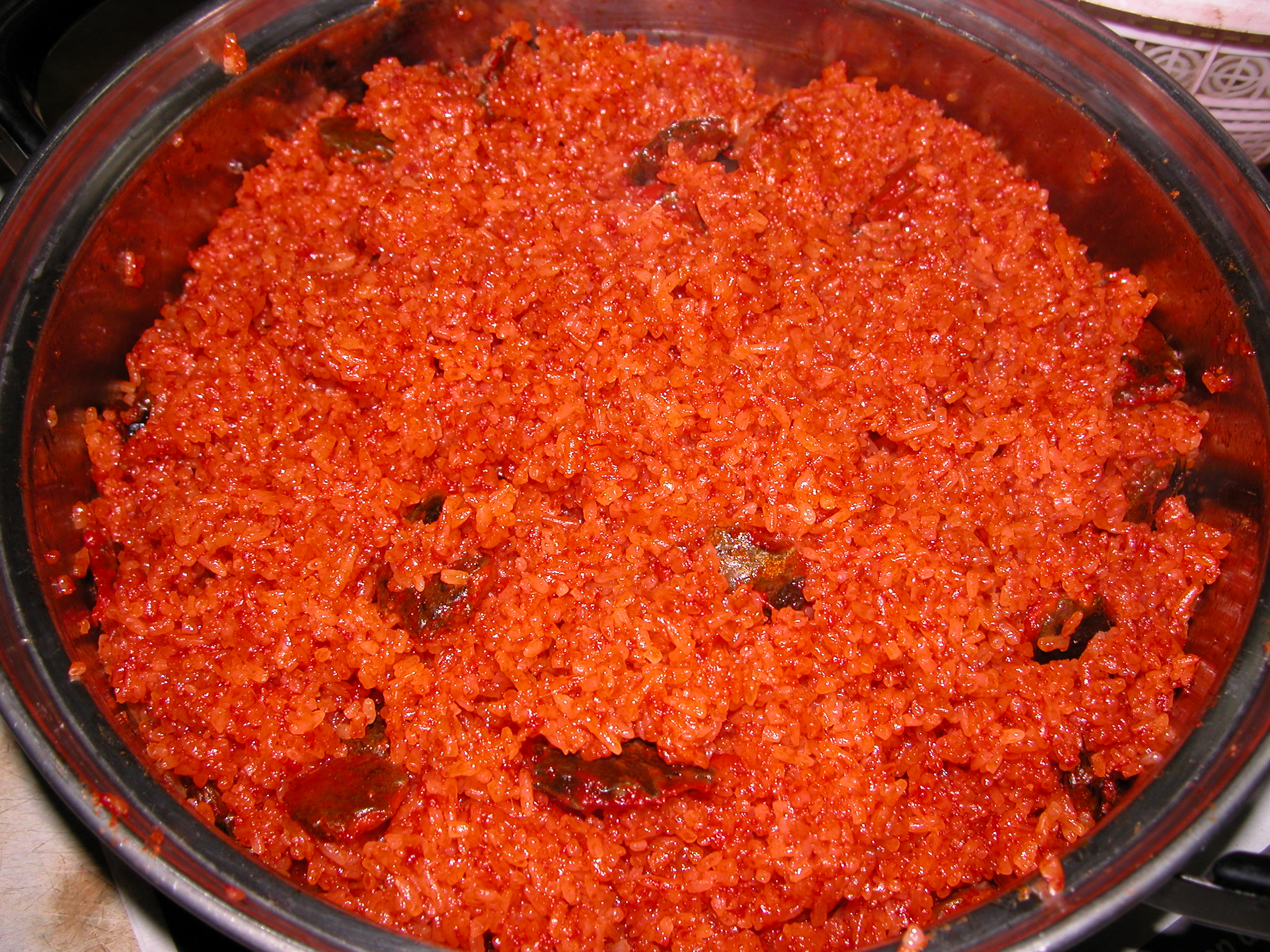
Xôi gấc

Xôi gấc là một loại xôi có màu đỏ đặc trưng của gấc. Món này được dùng nhiều và không thể thiếu trong các ngày lễ Tết cổ truyền và cưới hỏi ở Việt Nam vì nó được tin là đem đến may mắn.

## Chế biến
Đầu tiên bỏ quả gấc lấy ruột, cho rượu trắng vào đánh nhuyễn. Thổi gạo nếp cái đã trộn gấc trong chõ đặt trên nồi hơi hay xoong nước đun sôi, dùng giấy, vôi, đất sét trát kín khe hở ở miệng nồi, xoong nước để giữ hơi, cho hơi bốc qua lỗ hở ở đáy chõ. Đun đều lửa đến khi gấc đỏ thẫm là xôi đã chín.

## Thành ngữ
- Ăn mày còn đòi xôi gấc: ý chỉ người đã nghèo hèn (đi ăn mày) còn có những đòi hỏi quá đáng (xôi gấc là món xôi không phổ biến thường nhật mà chủ yếu dùng trong đám giỗ, đám cưới hỏi, ngày tết).